# مراد ميرزاييف
مراد ميرزاييف (بالأذرية: Murad Mirzəyev) – البطل الوطني لأذربيجان، مقدم (رتبة عسكرية) للقوات المسلحة الأذربيجانية، ضابط للقوات الخاصة الأذربيجانية. قتل خلال الاشتباكات الأذربيجانية الأرمنية 2016.

## سيرته الذاتية
ولد مراد ميرزاييف في قرية موغان كانجالي، لمقاطعة صابر آباد في 31 مارس 1976. تخرج من المدرسة العسكرية إسمه جامشيد ناخشيفانسكي بين 1991-1994. ثم واصب تعليمه في تركيا وتخرج من المدرسة العسكرية في 1998. وشارك أيضا في مناورات عسكرية في الولايات المتحدة ورومانيا والأردن.

## الخدمة العسكرية
عاد مراد ميرزاييف إلى الوطن بعد إكتماله التعليم في الولايات المتحدة. لاحقا بدأ إلى الخدمة العسكرية في مدينة كنجه. ثم أصبح ميرزاييف ضابطا للقوات الخاصة الأذربيجانية. وفي الذكرى السنوية العاشرة للخدمة حصل مراد ميرزاييف على وسام «على الخدمة المميزة» من الدرجة الثالثة وكان هذه الميدالية أول ميداليه. وكما حصل مراد ميرزويف على ميدالياتي اليوبيل «الذكرى السنوية التسعين للقوات المسلحة لجمهورية أذربيجان (1918-2008)» و «الذكرى السنوية الخمسة والتسعين للقوات المسلحة لجمهورية أذربيجان (1918-2008)» وميدالية «النجمة الذهبية».

## الاشتباكات في أبريل 2016
جنبا إلى جنب مع المجموعة التي قادها في قتال أبريل 2016، حرر مراد ميرزاييف التل حول قرية تاليش ومات بطلا في معركة غير متكافئة.
بعد وفاته حصل مراد ميرزاييف على اللقب «البطل الوطني لأذربيجان» وبأمر من رئيس جمهورية أذربيجان والقائد الأعلى للقوات المسلحة لأذربيجان إلهام علييف.